# جيم موريس (مدير فني)
جيم موريس (بالإنجليزية: Jim Morris)‏ هو مدير فني أمريكي، ولد في 20 فبراير 1950 في ليكسينغتون في الولايات المتحدة.